# Vaughan F. R. Jones

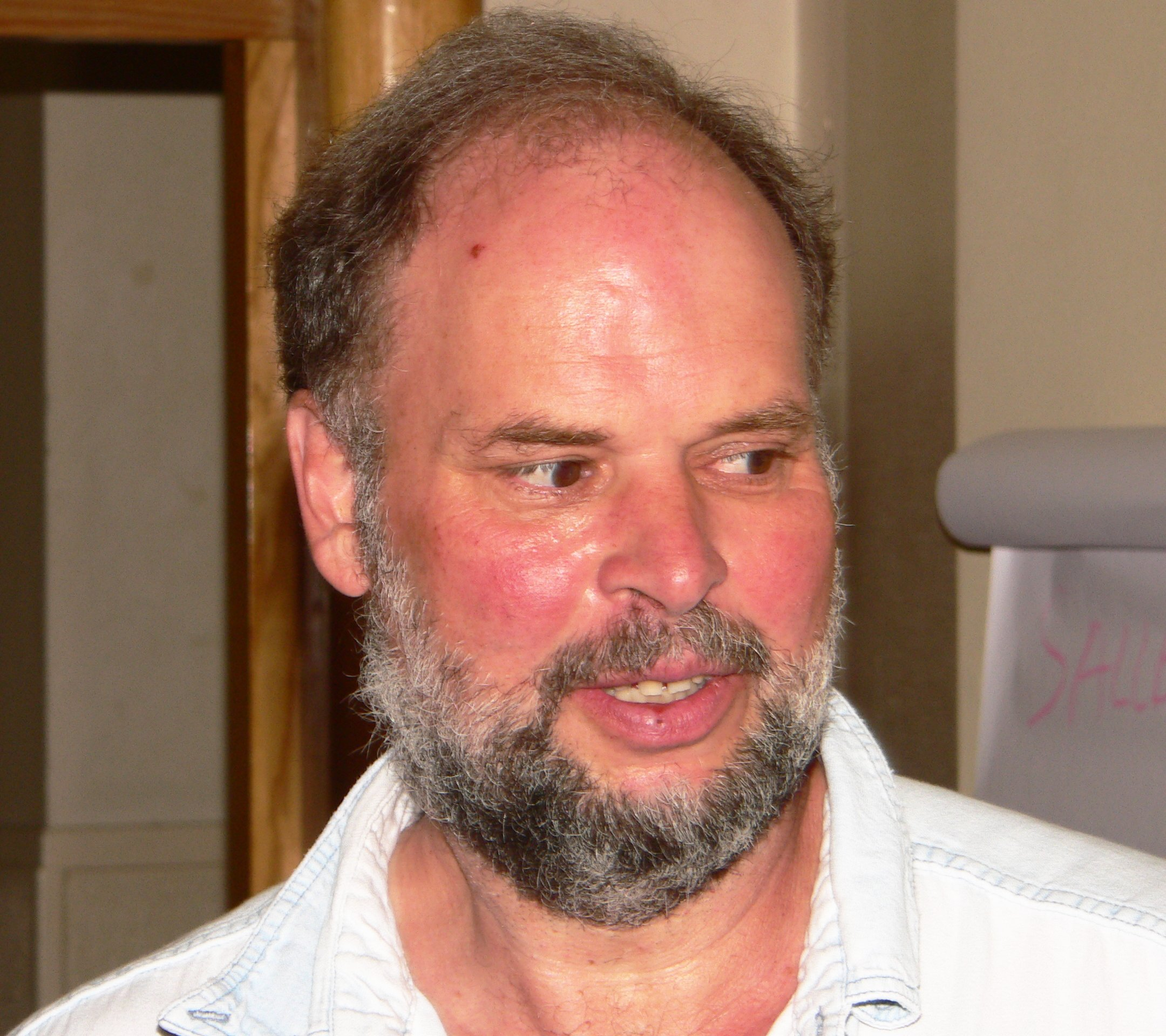
Vaughan Jones

Sir Vaughan Frederick Randal Jones, KNZM (* 31. Dezember 1952 in Gisborne, Neuseeland; † 6. September 2020) war Professor für Mathematik an der Vanderbilt University. Er gewann 1990 die Fields-Medaille für seine Arbeit über neue Knoteninvarianten.

## Leben
Jones wuchs in Neuseeland auf, wo er in Cambridge/Neuseeland und Auckland zur Schule ging und 1970 mit einem Stipendium die University of Auckland besuchte. 1973 erwarb er seinen Master of Science mit Bestnoten und bekam ein Stipendium der Schweizer Regierung, um an der Universität Genf ab 1974 theoretische Physik zu studieren. 1976 wechselte er zur Mathematik und wurde 1979 bei A. Haefliger promoviert. 1980/81 war er Assistant Professor an der Universität von Los Angeles, 1981 ging er an die University of Pennsylvania, 1985 an die University of California, Berkeley in Kalifornien und 2011 an die Vanderbilt University. 1983 wurde er Forschungsstipendiat der Alfred P. Sloan Foundation (Sloan Research Fellow).
Jones arbeitete über Von-Neumann-Algebren, also Operatoralgebren, und entdeckte während dieser Arbeit eine neue – auch Experten überraschende – Knoteninvariante: das Jones-Polynom. Jones arbeitete auch über exakte Modelle der statistischen Mechanik.
1990 erhielt er die Fields-Medaille, wobei er auch einen Plenarvortrag auf dem ICM in Kyōto hielt (Von Neumann Algebras in Mathematics and Physics). 1986 war er Invited Speaker auf dem Internationalen Mathematikerkongress in Berkeley (Subfactors of type {\displaystyle II_{1}} factors and related topics). 1990 wurde er auch Fellow of the Royal Society. Er war Fellow der American Mathematical Society, der American Academy of Arts and Sciences (ab 1993) und der Royal Society of New Zealand (ab 1991) sowie Mitglied der Australian Academy of Sciences (ab 1992), der National Academy of Sciences (ab 1999) und der Königlich Norwegischen Wissenschaftlichen Gesellschaft (ab 2001). 2002 wurde er Ehrenmitglied der London Mathematical Society.

## Schriften (Auswahl)
- Index for subfactors. Invent. Math. 72 (1983), Nr. 1, 1–25.
- mit Alain Connes: Property T for von Neumann algebras. Bull. London Math. Soc. 17 (1985), Nr. 1, 57–62.
- A polynomial invariant for knots via von Neumann algebras. Bull. Amer. Math. Soc. (N.S.) 12 (1985), Nr. 1, 103–111.
- Hecke algebra representations of braid groups and link polynomials. Ann. of Math. (2) 126 (1987), Nr. 2, 335–388.
- On knot invariants related to some statistical mechanical models. Pacific J. Math. 137 (1989), Nr. 2, 311–334.
- mit F. Goodman, P. de la Harpe: Coxeter graphs and towers of algebras (= Mathematical Sciences Research Institute Publications, 14). Springer-Verlag, New York, 1989, ISBN 0-387-96979-9.
- mit V. Sunder: Introduction to subfactors (= London Mathematical Society Lecture Note Series, 234). Cambridge University Press, Cambridge, 1997, ISBN 0-521-58420-5.